# مور هافن
مور هافن (بالإنجليزية: Moore Haven)‏ هي مدينة أمريكية تقع في ولاية فلوريدا. تبلغ مساحة هذه المدينة 3 (كم²)،ويبلغ عدد سكانها 1635 نسمة حسب إحصاء سنة 2010 م 1635.تشير إحصاءات سنة 2000م بأن الكثافة السكانية في هذه المدينة تقدر بـ(545) نسمة/كم2 